# Chelmonops truncatus
Chelmonops truncatus е вид бодлоперка от семейство Chaetodontidae. Видът не е застрашен от изчезване.

## Разпространение и местообитание
Разпространен е в Австралия.
Обитава крайбрежията на морета, заливи и рифове в райони с умерен климат. Среща се на дълбочина от 37 до 121 m, при температура на водата от 15,3 до 18,4 °C и соленост 35,5 – 36,1 ‰.

## Описание
На дължина достигат до 22 cm.
Популацията на вида е стабилна.